# باول ليونارد
باول ليونارد (بالإنجليزية: Paul Leonard)‏ هو محامي وسياسي أمريكي، ولد في 3 يوليو 1943 في دايتون في الولايات المتحدة. حزبياً، نشط في الحزب الديمقراطي. وقد انتخب Mayor of Dayton, Ohio ‏ (1982 – 1986) وانتخب نائب حاكم ولاية أوهايو ‏ (12 يناير 1987 – 14 يناير 1991).